# Moderne monetær teori
Moderne monetær teori (ofte forkortet MMT eller omtalt under det engelske navn Modern Monetary Theory) er en alternativ økonomisk teori, der understreger, at en stat eller regering, der har sin egen valuta og dermed mulighed for at skabe penge, ikke kan løbe tør for penge og derfor kan finansiere offentlige udgifter monetært, dvs. populært sagt ved at "lade seddelpressen køre". Fortalere for MMT anbefaler, at staten bruger finanspolitik til at opnå fuld beskæftigelse og finansierer udgifterne hertil ved at trykke flere penge. Den vigtigste risiko herved er at skabe inflation, hvilket kan imødegås ved at sætte skatten op og udstede statsobligationer for igen at reducere mængden af penge i systemet.

## Historiske aner
MMT forener ideer fra Georg Friedrich Knapps "statslige pengeteori" (efter hans hovedværk Staatliche Theorie des Geldes fra 1905), der også er kendt som cartalisme, Alfred Mitchell-Innes' Credit Theory of Money, Abba Lerners forslag om "funktionel finansiering", Hyman Minskys syn på banksystemet og Wynne Godleys sektorbalancetilgang. Den svenske professor Lars Syll har desuden påpeget MMT's lighed med den svenske økonom Knut Wicksells tanker udtrykt i 1930'erne.

## Kritik
Moderne monetær teori regnes til de heterodokse økonomiske teorier, dvs. teorier, der strider imod den dominerende mainstream-fagøkonomiske tankegang, men det mere præcise indhold af teorien og dens implikationer er omdiskuteret. Flere økonomer har fremført, at teorien typisk bliver fremstillet ret upræcist, og at det gør det svært at analysere og vurdere den. Nobelpristageren Robert Shiller argumenterede i 2019 for, at meget af det, der bliver fremført som MMT, i virkeligheden er gammel vin på nye flasker, dvs. dækker over en række ældre, velkendte og ofte fornuftige tankegange. Det gælder f.eks. det traditionelle keynesianske synspunkt om, at det kan være fornuftigt at køre med underskud på den offentlige saldo i lavkonjunkturer, og den nyklassiske økonom Robert Barros påvisning af, at staters udgiftsbehov ofte af naturlige grunde vil variere over tid, og at det ofte vil være fornuftigt at holde et uændret beskatningsniveau over tid og dermed forringe budgettet og stifte gæld i relativt udgiftskrævende perioder og omvendt skabe overskud på saldoen og nedbringe gælden i gode tider.
Jeppe Druedahl fra Økonomisk Institut på Københavns Universitet har i en analyse af moderne monetær teori anført, at MMT ikke præsenterer nogle egentlige nye teoretiske eller empiriske argumenter, ikke verificerer deres påstande med nogle kausale empiriske vidnesbyrd, og nedtoner eller skjuler vigtige økonomiske afvejninger i deres ræsonnementer, især hvad angår det lange sigt. Samtidig mener han dog, at man også ud fra andre argumenter kan forsvare nogle af de samme konklusioner om den økonomiske politik, som tilhængere af MMT ofte fremfører.